# Oprah Winfrey Network (Canada)
Oprah Winfrey Network (OWN) est une chaîne de télévision canadienne spécialisée de catégorie A appartenant à Corus Entertainment utilisée sous licence de Discovery Communications et Harpo Productions, lancée le 1er septembre 1999 et arrêtée le 1er septembre 2024. C'est une déclinaison de la chaîne américaine.

## Histoire
Après avoir obtenu une licence auprès du CRTC pour le service Canadian Learning Television, Learning and Skills Television of Alberta Ltd. (LSTA) (CHUM Limited (60 %), Moses Znaimer (20 %) et d'autres actionnaires (20 %)) a lancé la chaîne le 1er septembre 1999 en diffusant des émissions éducatives formelles et informelles sur un large éventail de sujets. CHUM a acquis les parts restantes de LSTA en février 2005.
CTVglobemedia a fait l'acquisition de la chaîne lors de son achat de CHUM Limited le 22 juin 2007. CTV a annoncé la vente de CLT pour $73 millions à Corus Entertainment, qui a été approuvée par le CRTC le 22 août 2008. Puis la chaîne a changé de nom pour Viva le 3 novembre 2008, diffusant des émissions pour les femmes ainsi que des émissions éducatives.
À la fin septembre 2010, Corus a annoncé avoir conclu une entente afin de lancer une version canadienne de OWN: Oprah Winfrey Network, pour ensuite dévoiler que Viva changera de nom le 1er mars 2011, soit deux mois après le lancement aux États-Unis. Durant ce temps, certaines émissions de OWN étaient diffusées sur Viva et sur W Network. Une version haute définition a été lancée en même temps.
En décembre 2012, le CRTC réprimande Corus pour le pas avoir respecté ses conditions de licence de nature éducative envers la chaîne. Le 15 mars 2013, le CRTC ordonne à Corus d'effectuer des changements majeurs à sa programmation, au plus tard le 15 avril 2013.
En juin 2024, Corus est d'abord informé de la fin de son contrat avec Warner Bros. Discovery, puis trois jours plus tard, Rogers Media annonce son entente avec Warner Bros. Discovery. Corus annonce la fin de OWN le 1er septembre 2024.

## Identité visuelle (logo)

Logo de CLT (1999-2003)
Logo de CLT (2003-2008)
Logo de Viva (2008-2011)
Logo d'OWN du 1er mars au 30 septembre 2011
Logo d'OWN du 1er octobre 2011 jusqu’en 2015
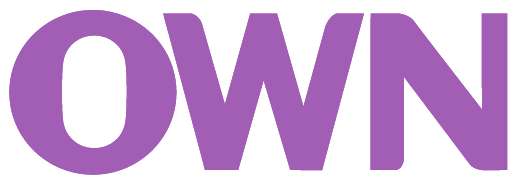
Logo d'OWN de 2015 à 2024